# Hugo Koch (wynalazca)
Hugo Alexander Koch (ur. 9 marca 1870 w Delfcie, zm. 3 marca 1928 w Düsseldorfie) – holenderski wynalazca.

## Życiorys
W 1919 roku opatentował zasadę „maszyny do tajnego pisania”, która doprowadziła do powstania Enigmy. Podstawą patentu było odkrycie, iż podobnie jak elektryczność impulsy szyfrujące mogą przenosić płynące przez przewody powietrze, woda, olej, promienie świetlne lub stalowe druty na krążkach.
Patent został w 1928 zakupiony przez Artura Scherbiusa.